# Paint Your Face
Albums de Sliimy
L'Heure bleue
(2016)
Singles
1. Wake Up
Sortie : 2 février 2009
2. Trust Me
Sortie : 8 juin 2009
3. Paint Your Face
Sortie : 6 novembre 2009
4. Our Generation / See U Again
Sortie : 2010

Paint Your Face est le 1er album studio par le chanteur Français Sliimy. Il est sorti le 6 avril 2009 chez Warner Music. Le premier single est la chanson Wake Up. L'album s'est vendu à 30 000 exemplaires en France.

## Liste des pistes
| No  | Titre           | Auteur               | Producteur(s) | Durée |
| --- | --------------- | -------------------- | ------------- | ----- |
| 1.  | Wake Up         | Yanis Sahraoui, Feed | Feed          | 3:11  |
| 2.  | Magic Game      | Yanis Sahraoui, Feed | Feed          | 2:45  |
| 3.  | Our Generation  | Yanis Sahraoui, Feed | Feed          | 3:33  |
| 4.  | Every Time      | Yanis Sahraoui, Feed | Feed          | 3:10  |
| 5.  | Paint Your Face | Yanis Sahraoui, Feed | Feed          | 3:18  |
| 6.  | Baby            | Yanis Sahraoui, Feed | Feed          | 3:05  |
| 7.  | Trust Me        | Yanis Sahraoui, Feed | Feed          | 3:41  |
| 8.  | Mum             | Yanis Sahraoui, Feed | Feed          | 4:06  |
| 9.  | Waiting For     | Yanis Sahraoui, Feed | Feed          | 3:24  |
| 10. | Tic Tac         | Yanis Sahraoui, Feed | Feed          | 2:49  |
| 11. | My God          | Yanis Sahraoui, Feed | Feed          | 4:01  |
| 12. | See U Again     | Yanis Sahraoui, Feed | Feed          | 5:12  |

## Classements
| Classement (2009)            | Meilleure position |
| ---------------------------- | ------------------ |
| Belgique (Wallonie Ultratop) | 29                 |
| France (SNEP)                | 11                 |
| Suisse (Schweizer Hitparade) | 78                 |